# Scheloribates pubescens
Scheloribates pubescens är en kvalsterart som beskrevs av Sandór Mahunka 1984. Scheloribates pubescens ingår i släktet Scheloribates och familjen Scheloribatidae. Inga underarter finns listade i Catalogue of Life.